# 谢鲲
谢鲲（281年—324年1月10日），字幼舆，陈郡阳夏（今河南太康）人。出身陳郡謝氏士族，東晉鎮西將軍謝尚之父，太保谢安的伯父，两晋名士。官至豫章太守，故有稱謝豫章。

## 生平
謝鯤年少知名。太安元年（302年），長沙王司馬乂擊敗掌權的齊王司馬冏，以太尉、都督中外諸軍事的身份輔政掌權。時在洛陽的謝鯤被人中傷，聲稱他將迴避司馬乂而出奔。司馬乂於是就要鞭打他，但謝鯤竟主動脫衣受罰，沒有一絲不滿神情。獲司馬乂赦免後又不見喜悅。東海王司馬越聽聞謝鯤的名聲，辟謝鯤為掾，但不久就因家僮犯事而被牽連免職。事後司馬越又再辟他為掾，後轉參軍。但謝鯤見當時國家混亂，於是因病離職並到豫章郡避亂。
後來，時任左將軍的王敦任用他為長史。建興三年（315年），杜弢的叛亂被平定，領導平亂的王敦因功獲升任鎮東大將軍，謝鯤亦被封為咸亭侯。謝鯤為官不求功名，不作磨煉，一舉一動都不要危及到自己。及見王敦不臣之心顯露，謝鯤心知王敦不能夠輔助，於是不理政事，更常與畢卓、阮放等人縱酒。
永昌元年（322年），王敦以誅劉隗、刁協之名起兵，謝鯤向王敦稱劉隗只是「城狐社鼠」，反對王敦起兵。王敦聽後大怒，命謝鯤出任豫章太守，但卻不派他到豫章上任，反倒要他隨自己進攻建康，要借助他有才的聲望協助自己。
同年王敦攻陷建康，及後謝鯤建議任用極有名望的護軍將軍周顗和驃騎將軍戴淵，令因王敦舉兵而不安紛亂的群眾安心；而王敦亦曾經和謝鯤說要以周顗為尚書令，戴淵為尚書僕射。然而，王敦最終卻因忌憚二人的名聲而將二人殺害。謝鯤在從未知王敦有殺周顗的意圖下得知周顗的死訊，驚愕不己，如親人逝世一般。王敦參軍王峤因力圖諫止王敦殺周顗而被收捕並將處斬，一眾士人因畏懼王敦而不敢勸止，而謝鯤出言卻勸阻王敦，成功救了王嶠。
王敦自攻陷建康後，雖然已奪取朝政大權，然而都不肯朝見晉元帝，並將返回武昌。謝鯤此時試圖勸王敦朝見晉元帝，但王敦堅決不肯，並於當年返回武昌遙控朝政。謝鯤多次進端正之言但都不被王敦所用，心中不悅。謝鯤隨王敦回江州後終於上任豫章，在政清正嚴明，甚得百姓愛戴。太寧元年（323年）十一月逝世，享年四十三歲。王敦之亂被平定後，謝鯤獲追贈太常，諡號為康。

## 性格特徵
- 謝鯤豁達不拘細節，且有高明見識，不重服飾儀表，又喜好《老子》和《易經》，且能唱歌和鼓琴，令王衍和嵇紹驚奇。而又因謝鯤一改父親謝衡崇尚儒學而改尚玄學，故此助陳郡謝氏於玄學盛行的兩晉期間社會地位抬升。
- 謝鯤因家僮犯罪而被免官後，名士王玄和阮脩都為他而歎息，但謝鯤卻表現得毫不在乎，當時人都佩服他的高遠豁達，坦然面對榮辱。
- 謝鯤曾經因鄰家高氏的女兒有美色，於是去輕薄她，遭對方以梭投擲，更撞斷了兩隻牙齒。當時的人因而說：「任達不已，幼輿折齒。」謝鯤聽後還很高傲地大聲呼叫：「這還不影響我高歌。」這是成語「投梭折齒」的典故。
- 一次謝鯤見當時還是太子的晉明帝，都十分親近和重視對方。晉明帝問：「人們都以你與庾亮相比，你自己有甚麼看法？」謝鯤答：「以禮整治朝廷，為百官作榜樣，我不如庾亮；一丘一壑，我就認為我更佳。」丘指山丘，壑指山溝，一丘一壑就引申作寄情山水。這是成語一丘一壑的典故。
- 謝鯤與王澄、胡毋輔之及阮瞻等人皆自認上承阮籍，得到大道之本。故此脫去衣服，放任如同禽獸。[2]又與王澄等仰慕竹林七賢，披頭散髮，裸體箕踞而坐，號稱「八達」[3]。謝鯤亦為王澄所敬仰，謝鯤當王敦的長史時就曾經在王敦面前和謝鯤一直談話，更慨嘆只有謝鯤能和他暢談，竟然看也不看王敦。
- 衞玠於永嘉六年（312年）死，謝鯤在武昌發喪，十分激動。他人問他何故，謝鯤說：「國家損失了棟樑，怎能不哀傷。」可見謝鯤雖縱酒和崇尚玄學，但不忘國事。[4]

## 逸事
- 謝鯤在豫章避亂時，曾在一空亭留宿過夜，而曾有多人於空亭被妖怪所殺。快將天亮時，謝鯤聽到有個黃衣人叫他開門，而謝鯤卻不感畏懼，更從窗中伸手抓著黃衣人的手，在拉扯之間更將其手弄斷。謝鯤看著斷手，發現是一隻鹿腿，後出外根據血跡追縱，發現了那頭鹿。自此以後，該亭就再沒妖怪殺人的事。[5]

## 親屬

### 妻子
- 劉氏，中山人。

### 子女
- 謝氏，謝尚兄，謝尚七歲時死。[6]
- 謝尚，謝鯤子，嗣子。東晉官至鎮西將軍。
- 謝真石，謝鯤女，嫁褚裒。

## 延伸阅读
[在维基数据编辑]
 《晉書·卷049》，出自房玄齡《晉書》